# Brachysternus
Brachysternus — рід пластинчастовусих жуків підродини Rutelinae. Представники роду поширені в Аргентині та Чилі.

## Опис
Жуки розміром близько 2 см, тіло забарвлене в яскраво зелені чи зеленуваті кольори. У самців верхівка останнього стерніта черевця квадратна, в самиць — з виїмкою.

## Спосіб життя
Жуки трапляються на деревах роду нотофагус, також активно літять на світло вночі. Імаго найбільш численні з листопада до лютого. Спосіб життя не вивчений для жодного виду. Імовірно, личинки живляться деревиною чи рослинними рештками.

## Таксономія
Рід належить до монотипової підтриби Brachysternina в складі триби Anoplognathini.
Рід містить 8 видів:
- Brachysternus angustus
- Brachysternus germaini
- Brachysternus marginatus
- Brachysternus olivaceus
- Brachysternus patagoniensis
- Brachysternus prasinus
- Brachysternus solier
- Brachysternus spectabilis